# Matt Casamassina
Matt Casamassina (California, 22 de diciembre de 1975) es un periodista de videojuegos y novelista que trabajó para IGN hasta el 23 de abril de 2010. Su carrera comenzó en 1997 como editor del sitio N64.com, que se convertiría en la sección del portal IGN dedicado a los videojuegos de Nintendo 64. Durante su tiempo en el sitio, fue autor de varias reseñas de juegos de Nintendo y apareció como invitado en el Attack of the Show!, transmitido en los Estados Unidos por el canal G4. Junto con Craig Harris, Chadd Chambers y Peer Schneider, Matt fue uno de los personajes principales del webcómic Cubetoons, publicado por IGN. Reside en Los Ángeles, California, está casado y tiene tres hijos.
El 22 de abril de 2010, Casamassina anunció en su blog que dejaría IGN para trabajar en Apple, donde es el director editorial de la App Store de iOS.